# Joos Ambühl
Joos Ambühl (* 23. Oktober 1959 in Davos) ist ein ehemaliger Schweizer Skilangläufer.

## Werdegang
Ambühl, der für den SC Davos startete, siegte in der Saison 1978/79 bei Juniorenrennen in Le Brassus und in Hakkas und wurde Schweizer Juniorenmeister über 15 km. Im folgenden Jahr holte er bei den Schweizer Meisterschaften in der Lenk Silber mit der Staffel und belegte bei nationalen Rennen in La Bresse und in Marbach jeweils den dritten Platz über 15 km und in Feutersoey den zweiten Rang über 15 km. In der Saison 1980/81 wurde er jeweils Dritter in Furtwangen über 15 km und beim Zermatter Nachtlanglauf. Im Jahr 1982 kam er bei den Schweizer Meisterschaften auf den dritten Platz über 50 km und auf den zweiten Rang mit der Staffel und belegte bei den nordischen Skiweltmeisterschaften in Oslo den 38. Platz über 15 km und den 31. Rang über 50 km. Im März 1982 lief er in Rovaniemi auf den dritten Platz über 15 km. In der Saison 1983/84 gewann er in Trun und errang in Vättis den zweiten Platz über 15 km. Beim Saisonhöhepunkt, den Olympischen Winterspielen 1984 in Sarajevo, errang er zusammen mit Giachem Guidon, Konrad Hallenbarter und Andy Grünenfelder den fünften Platz in der Staffel. Im März 1984 holte er in Lahti mit dem 15. Platz über 15 km und in Oslo mit dem 17. Rang über 50 km seine einzigen Weltcuppunkte. Bei den nordischen Skiweltmeisterschaften 1985 in Seefeld in Tirol kam er auf den 37. Platz über 15 km und auf den fünften Rang mit der Staffel und holte bei den Schweizer Meisterschaften 1985 Bronze mit der Staffel. In der Saison 1985/86 siegte er in Scuol über 15 km und belegte in Pontresina den zweiten Platz. Bei den Schweizer Meisterschaften 1986 in Trun gewann er Bronze über 15 km und 50 km und Silber mit der Staffel. Im Dezember 1986 erreichte er in Cogne mit dem dritten Platz in der Staffel seine einzige Podestplatzierung im Weltcup. Im folgenden Jahr wurde er in Blonay Schweizer Meister mit der Staffel und errang im Jahr 1988 den dritten Platz mit der Staffel. Letztmals lief er bei den Schweizer Meisterschaften 1989 und errang dabei den zweiten Platz mit der Staffel. Sein Bruder Gaudenz war ebenfalls als Skilangläufer aktiv.

## Teilnahmen an Weltmeisterschaften und Olympischen Winterspielen

### Olympische Winterspiele
- 1984 Sarajevo: 5. Platz Staffel

### Nordische Skiweltmeisterschaften
- 1982 Oslo: 31. Platz 50 km, 38. Platz 15 km
- 1985 Seefeld in Tirol: 5. Platz Staffel, 37. Platz 15 km